# Europejska Nagroda Filmowa
Europejska Nagroda Filmowa (ENF) (ang. The European Film Awards) – najbardziej prestiżowa nagroda przyznawana europejskim filmom. Odpowiednik amerykańskiego Oscara, przyznawany przez członków Europejskiej Akademii Filmowej, której pierwszym laureatem był Krzysztof Kieślowski. Nagroda przyznawana w dziesięciu kategoriach, z których najważniejsza to Film Roku.
W latach 1988–1996 laureaci otrzymywali statuetkę Felixa. Od 1997 wręczana jest nowa, bezimienna jak dotąd, statuetka, nazywana po prostu Europejską Nagrodą Filmową. Ceremonię transmitują oprócz krajów ośrodków telewizyjnych z Europy, także z USA, Ameryki Łacińskiej i Nowej Zelandii.

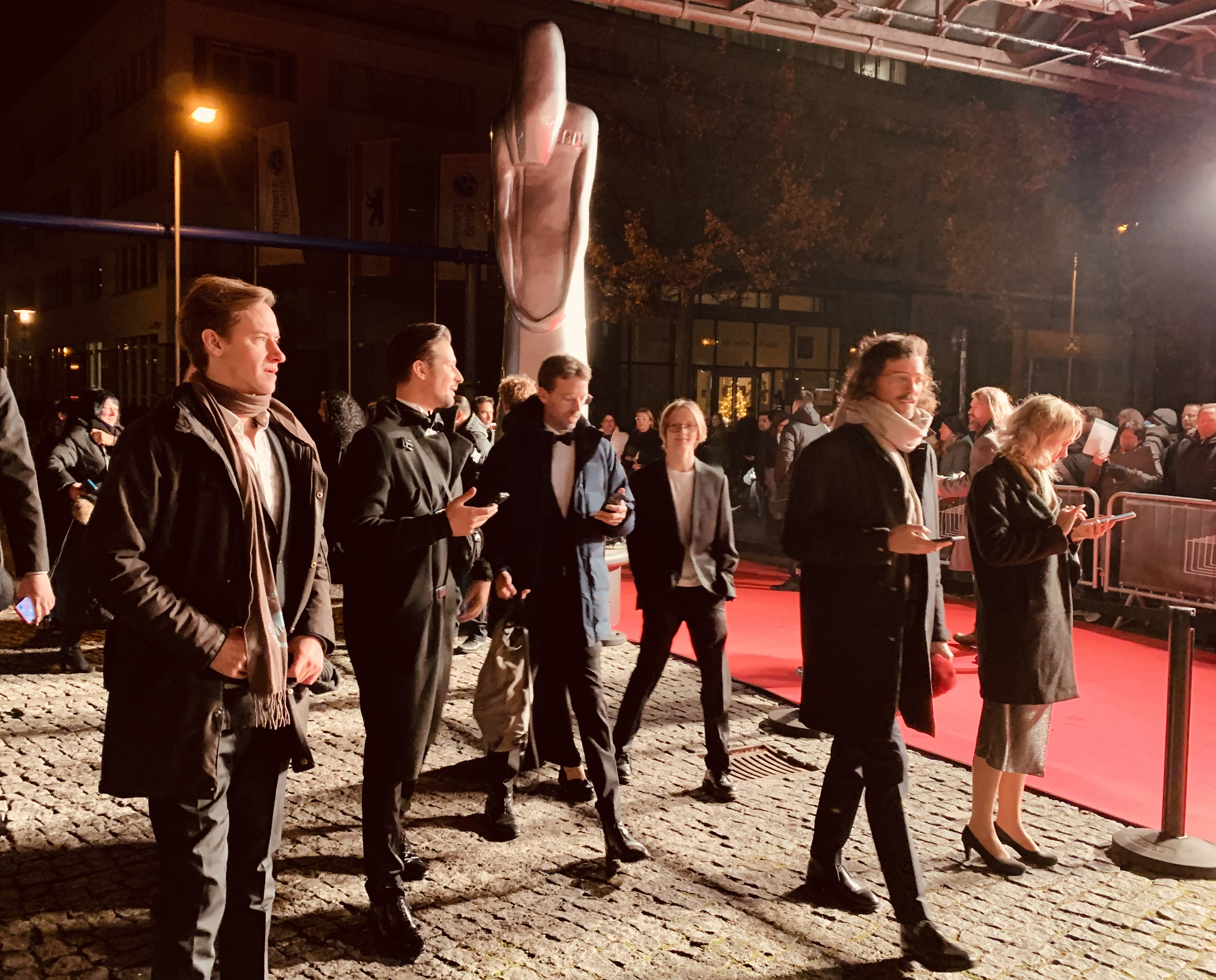
Europejska Nagroda Filmowa (2023)

Co drugi rok (w lata nieparzyste) nagrody są wręczane w Berlinie, gdzie ma swoją siedzibę Europejska Akademia Filmowa. W latach parzystych ceremonie wręczenia Nagród odbywają się w dużych miastach europejskich.

## Dotychczasowe miasta organizujące galę rozdania ENF
| Edycja | Data              | Państwo          | Miasto          | Miejsce ceremonii               | Gospodarze ceremonii                     |
| ------ | ----------------- | ---------------- | --------------- | ------------------------------- | ---------------------------------------- |
| 1      | 26 listopada 1988 | Niemcy Zachodnie | Berlin Zachodni | Theater des Westens             | Jan Niklas, Désirée Nosbusch             |
| 2      | 25 listopada 1989 | Francja          | Paryż           | ?                               | Fernando Rey, Agnès Soral                |
| 3      | 1990              | Wielka Brytania  | Glasgow         | ?                               | Schenna MacDonald, Melvyn Bragg          |
| 4      | 1991              | Niemcy           | Poczdam         | Babelsberg                      | Désirée Nosbusch-Becker, Johannes Willms |
| 5      | 1992              | Niemcy           | Poczdam         | Babelsberg                      | ?                                        |
| 6      | 1993              | Niemcy           | Berlin          | ?                               | ?                                        |
| 7      | 1994              | Niemcy           | Berlin          | Spiegelzelt                     | ?                                        |
| 8      | 1995              | Niemcy           | Berlin          | ?                               | ?                                        |
| 9      | 1996              | Niemcy           | Poczdam         | Babelsberg                      | ?                                        |
| 10     | 1997              | Niemcy           | Berlin          | Hangar 2, Flughafen Tempelhof   | Tania Bryer                              |
| 11     | 1998              | Wielka Brytania  | Londyn          | Old Vic Theatre                 | Mel Smith, Carole Bouquet                |
| 12     | 1999              | Niemcy           | Berlin          | Schiller Theater                | Mel Smith, Carole Bouquet                |
| 13     | 2000              | Francja          | Paryż           | Théatre National de Chaillot    | Rupert Everett, Antoine de Caunes        |
| 14     | 2001              | Niemcy           | Berlin          | Tempodrom                       | Mel Smith                                |
| 15     | 2002              | Włochy           | Rzym            | Teatro dell’Opera               | Asia Argento, Mel Smith                  |
| 16     | 2003              | Niemcy           | Berlin          | Arena (Treptow)                 | Heino Ferch                              |
| 17     | 2004              | Hiszpania        | Barcelona       | Forum Convention Center         | Maria de Medeiros, Juanjo Puigcorbé      |
| 18     | 2005              | Niemcy           | Berlin          | Arena (Treptow)                 | Heino Ferch                              |
| 19     | 2006              | Polska           | Warszawa        | EXPO XXI                        | Maciej Stuhr, Sophie Marceau             |
| 20     | 2007              | Niemcy           | Berlin          | Arena (Treptow)                 | Jan Josef Liefers, Emmanuelle Béart      |
| 21     | 2008              | Dania            | Kopenhaga       | Forum                           | Mikael Bertelsen                         |
| 22     | 2009              | Niemcy           | Bochum          | Jahrhunderthalle                | Anke Engelke                             |
| 23     | 2010              | Estonia          | Tallinn         | Nokia Concert Hall              | Anke Engelke, Märt Avandi                |
| 24     | 2011              | Niemcy           | Berlin          | Tempodrom                       | Anke Engelke                             |
| 25     | 1 grudnia 2012    | Malta            | Valletta        | Mediterranean Conference Centre | Anke Engelke                             |
| 26     | 2013              | Niemcy           | Berlin          | Haus der Berliner Festspiele    | Anke Engelke                             |
| 27     | 2014              | Łotwa            | Ryga            | Łotewska Opera Narodowa         | Thomas Hermanns                          |
| 28     | 2015              | Niemcy           | Berlin          | Haus der Berliner Festspiele    | Thomas Hermanns                          |
| 29     | 10 grudnia 2016   | Polska           | Wrocław         | Narodowe Forum Muzyki           | Maciej Stuhr                             |
| 30     | 9 grudnia 2017    | Niemcy           | Berlin          | Haus der Berliner Festspiele    | Thomas Hermanns                          |
| 31     | 15 grudnia 2018   | Hiszpania        | Sewilla         | Teatro de la Maestranza         |                                          |

## Dotychczasowi zwycięzcy w kategorii Najlepszy Film Fabularny
| Rok  | Kraj produkcji       | Koprodukcja                                                                                          | Tytuł filmu                    | Reżyser                          |
| ---- | -------------------- | --- | ------------------------------ | -------------------------------- |
| 1988 | Polska               | | Krótki film o zabijaniu        | Krzysztof Kieślowski             |
| 1989 | Grecja               | Włochy · Francja                                                                                     | Krajobraz we mgle              | Teo Angelopoulos                 |
| 1990 | Włochy               | | Otwarte drzwi                  | Gianni Amelio                    |
| 1991 | Wielka Brytania      | | Riff-Raff                      | Ken Loach                        |
| 1992 | Włochy               | Francja · Szwajcaria                                                                                 | Złodziej dzieci                | Gianni Amelio                    |
| 1993 | Rosja                | Francja                                                                                              | Urga                           | Nikita Michałkow                 |
| 1994 | Włochy               | Francja                                                                                              | Lamerica                       | Gianni Amelio                    |
| 1995 | Wielka Brytania      | Hiszpania · Niemcy · Włochy                                                                          | Ziemia i wolność               | Ken Loach                        |
| 1996 | Dania                | Francja · Holandia · Islandia · Norwegia · Szwecja                                                   | Przełamując fale               | Lars von Trier                   |
| 1997 | Wielka Brytania      | Stany Zjednoczone                                                                                    | Goło i wesoło                  | Peter Cattaneo                   |
| 1998 | Włochy               | | Życie jest piękne              | Roberto Benigni                  |
| 1999 | Hiszpania            | Francja                                                                                              | Wszystko o mojej matce         | Pedro Almodóvar                  |
| 2000 | Dania                | Finlandia · Francja · Holandia · Islandia · Norwegia · Szwecja · Stany Zjednoczone · Wielka Brytania | Tańcząc w ciemnościach         | Lars von Trier                   |
| 2001 | Francja              | Niemcy                                                                                               | Amelia                         | Jean-Pierre Jeunet               |
| 2002 | Hiszpania            | | Porozmawiaj z nią              | Pedro Almodóvar                  |
| 2003 | Niemcy               | | Good bye, Lenin!               | Wolfgang Becker                  |
| 2004 | Niemcy               | Turcja                                                                                               | Głową w mur                    | Fatih Akın                       |
| 2005 | Francja              | Niemcy · Austria · Włochy                                                                            | Ukryte                         | Michael Haneke                   |
| 2006 | Niemcy               | | Życie na podsłuchu             | Florian Henckel von Donnersmarck |
| 2007 | Rumunia              | | 4 miesiące, 3 tygodnie i 2 dni | Cristian Mungiu                  |
| 2008 | Włochy               | | Gomorra                        | Matteo Garrone                   |
| 2009 | Niemcy               | Austria · Francja · Włochy                                                                           | Biała wstążka                  | Michael Haneke                   |
| 2010 | Francja              | Niemcy · Wielka Brytania                                                                             | Autor widmo                    | Roman Polański                   |
| 2011 | Dania                | Niemcy · Francja · Szwecja · Włochy                                                                  | Melancholia                    | Lars von Trier                   |
| 2012 | Austria              | Francja · Niemcy                                                                                     | Miłość                         | Michael Haneke                   |
| 2013 | Włochy               | | Wielkie piękno                 | Paolo Sorrentino                 |
| 2014 | Polska               | Dania                                                                                                | Ida                            | Paweł Pawlikowski                |
| 2015 | Włochy               | Wielka Brytania · Francja · Szwajcaria                                                               | Młodość                        | Paolo Sorrentino                 |
| 2016 | Niemcy               | Austria · Rumunia · Szwajcaria                                                                       | Toni Erdmann                   | Maren Ade                        |
| 2017 | Szwecja              | Niemcy · Francja · Dania                                                                             | The Square                     | Ruben Östlund                    |
| 2018 | Polska               | Wielka Brytania · Francja                                                                            | Zimna wojna                    | Paweł Pawlikowski                |
| 2019 | Wielka Brytania      | Stany Zjednoczone · Irlandia                                                                         | Faworyta                       | Jorgos Lantimos                  |
| 2020 | Dania                | Szwecja · Holandia                                                                                   | Na rauszu                      | Thomas Vinterberg                |
| 2021 | Bośnia i Hercegowina | Norwegia · Holandia · Austria · Rumunia · Francja · Niemcy · Afganistan · Polska · Turcja            | Aida                           | Jasmila Žbanić                   |
| 2022 | Szwecja              | Wielka Brytania · Francja · Niemcy                                                                   | W trójkącie                    | Ruben Östlund                    |

## Polskie akcenty
- 1988

– „Krótki film o zabijaniu” w reż. Krzysztofa Kieślowskiego, wygrana Najlepszy Film
- 1989

– „300 mil do nieba” w reż. Macieja Dejczera, wygrana Najlepszy Młody Film
– Maciej Dejczer za film „300 mil do nieba”, nominacja Najlepszy Reżyser
– Michał Lorenc za muzykę do filmu „300 mil do nieba”, nominacja Najlepszy Kompozytor
– Krzysztof Ptak za zdjęcia do filmu „300 mil do nieba”, nominacja Najlepszy Operator
– Maciej Dejczer i Cezary Harasimowicz za film „300 mil do nieba”, nominacja Najlepszy Scenarzysta
- 1990

– Andrzej Wajda, Nagroda za Całokształt Twórczości
– „Przesłuchanie” w reż. Ryszarda Bugajskiego, nominacja Najlepszy Film
– Krystyna Janda, za rolę w filmie „Przesłuchanie”, nominacja Najlepsza Aktorka
– Ryszard Bugajski i Janusz Dymek za film „Przesłuchanie”, nominacja Najlepszy Scenarzysta
- 1991

– „Usłyszcie mój krzyk” w reż. Macieja Janusza Drygasa, wygrana Najlepszy Film Dokumentalny
– Zbigniew Zamachowski za rolę w filmie „Ucieczka z kina „Wolność””, nominacja Najlepszy Aktor Drugoplanowy
- 1993

– „89mm od Europy” w reż. Marcela Łozińskiego, Wyróżnienie Specjalne
- 1994

– „Trzy kolory”: „Niebieski”, „Biały”, „Czerwony” w reż. Krzysztofa Kieślowskiego, nominacja Najlepszy Film
– polskie filmy zgłoszone do oficjalnej selekcji: „Przeklęta Ameryka” (koprodukcja), „Trzy kolory”: „Niebieski”, „Biały”, „Czerwony” (koprodukcja)
- 1996

– Jerzy Śladkowski i Stanisław Krzemiński, wygrana Nagroda dla Europejskich Dokumentalistów
- 1997

– Jerzy Stuhr za rolę w filmie „Historie miłosne”, nominacja Najlepszy Aktor
– polskie filmy zgłoszone do oficjalnej selekcji: „Gry uliczne”
- 1999

– Roman Polański, Nagroda za Europejski Wkład w Kino Światowe
– Jacek Petrycki za zdjęcia do filmu „Podróż do słońca”, nominacja Najlepszy Operator
- 2000

– Krzysztof Siwczyk – za rolę w filmie „Wojaczek”, nominacja Najlepszy Aktor
– „I nie opuszczę Cię aż do śmierci” w reż. Macieja Adameka, nominacja Najlepszy Film Krótkometrażowy
– polskie filmy zgłoszone do oficjalnej selekcji: „Pan Tadeusz”, „Wojaczek”
- 2001

– Małgorzata Szumowska za film „Szczęśliwy człowiek”. nominacja Odkrycie Roku
– Paweł Pawlikowski za film „Ostatnie wyjście”. nominacja Odkrycie Roku
– „Męska sprawa” w reż. Sławomira Fabickiego, nominacja Najlepszy Film Krótkometrażowy
– polskie filmy zgłoszone do oficjalnej selekcji: „Weiser”
- 2002

– Paweł Edelman za zdjęcia do film „Pianista”, wygrana Najlepszy Operator Filmowy
– „Pianista” w reż. Romana Polańskiego, nominacja Najlepszy Film
– Roman Polański za film „Pianista”, nominacja Najlepszy Reżyser
– polskie filmy zgłoszone do oficjalnej selekcji: „Pianista” (koprodukcja)
- 2003

– „Kraj urodzenia” w reż. Jaceka Bławuta, nominacja Najlepszy Film Krótkometrażowy
– Bogumił Godfrejów za zdjęcia do filmu „Światła”, nominacja Najlepszy Operator
– polskie filmy zgłoszone do oficjalnej selekcji: „Edi”
- 2005

– Paweł Pawlikowski za film Lato miłości, nominacja Najlepszy Reżyser
– Ryszard Lenczewski za zdjęcia do filmu „Lato miłości”, nominacja Najlepszy Operator
– Małgorzata Szumowska za film „Ono”. nominacja Odkrycie Roku
– Marian Dziędziel, za rolę w filmie „Wesele”, nominacja Nagroda Publiczności dla Najlepszego Aktora
– Agnieszka Grochowska, za rolę w filmie „Pręgi”, nominacja Nagroda Publiczności dla Najlepszej Aktorki
– polskie filmy zgłoszone do oficjalnej selekcji: „Wesele”, „Pręgi”, „Niepochowany” (koprodukcja)
- 2006

– Roman Polański, Nagroda za Całokształt Twórczości
– Sławomir Fabicki za film „Z odzysku”. nominacja Odkrycie Roku
– polskie filmy zgłoszone do oficjalnej selekcji: „Komornik”, „Persona non grata” (koprodukcja)
- 2007

– „Białoruski walc” w reż. Andrzeja Fidyka, nominacja Najlepszy Film Krótkometrażowy
– polskie filmy zgłoszone do oficjalnej selekcji: „Plac Zbawiciela”
- 2008

– Magdalena Biedrzycka za kostiumy do filmu „Katyń”, wygrana Nagroda Prix d’Excellence
– film w koprodukcji polskiej „Tulpan” w reż. Sergieja Dwortsjewoja nominowany został do nagrody Odkrycie Roku
– polskie filmy zgłoszone do oficjalnej selekcji: „Cztery noce z Anną”, „Bracia Karamazow” (koprodukcja), „Katyń”
- 2009

– „Poste restante” w reż. Marcela Łozińskiego, wygrana Najlepszy Film Krótkometrażowy
– „Szklana pułapka” w reż. Pawła Ferdka, nominacja Najlepszy Film Krótkometrażowy
– „Tatarak” w reż. Andrzeja Wajdy, wygrana Nagroda Krytyków Prix FIPRESCI
– polskie filmy zgłoszone do oficjalnej selekcji: „Tatarak”, „33 sceny z życia” (koprodukcja)
- 2010

– „Hanoi – Warszawa” w reż. Katarzyny Klimkiewicz, wygrana Najlepszy Film Krótkometrażowy
– Roman Polański za film „Autor widmo”, wygrana Najlepszy Reżyser, Najlepszy Scenarzysta
– Urszula Antoniak za film „Nic osobistego”. nominacja Odkrycie Roku
– polskie filmy zgłoszone do oficjalnej selekcji: „Rewers”
- 2011

– Adam Sikora za zdjęcia do filmu „Essential Killing”, nominacja Najlepszy Operator
– „Opowieści z chłodni” w reż. Grzegorza Jaroszuka, nominacja Najlepszy Film Krótkometrażowy
– „Paparazzi” w reż. Piotra Bernasia, nominacja Najlepszy Film Krótkometrażowy
– polskie filmy zgłoszone do oficjalnej selekcji: „Essential Killing”, „Sala samobójców”
- 2012

– „W ciemności” w reż. Agnieszki Holland, nominacja Nagroda Publiczności dla Najlepszego Filmu
– polskie filmy zgłoszone do oficjalnej selekcji: „Rzeź” (koprodukcja), „W ciemności” (koprodukcja), „Róża”
- 2013

– „Kongres” w reż. Ariego Folmana, nominacja Najlepszy Film Animowany
– polskie filmy zgłoszone do oficjalnej selekcji: „Kongres” (koprodukcja), „Imagine” (koprodukcja), „W imię...”
- 2014

– nagroda dla Pawła Pawlikowskiego i Rebeki Lenkiewicz za najlepszy scenariusz (film „Ida”)
– nagroda dla Pawła Pawlikowskiego jako najlepszego reżysera (film „Ida”)
– polskie filmy zgłoszone do oficjalnej selekcji: „Ida” (nagroda w kategorii najlepszy film)
– Agata Trzebuchowska i Agata Kulesza (film „Ida”) nominacja za główne role
- 2018

– nagroda dla filmu „Zimna wojna” (reż. Paweł Pawlikowski) – kategoria Najlepszy Film Fabularny,
– nagroda dla Joanna Kulig, w kategorii Najlepsza europejska aktorka (film „Zimna wojna”),
– nagroda dla Pawła Pawlikowskiego za najlepszy scenariusz (film „Zimna wojna”),
– nagroda dla Pawła Pawlikowskiego jako najlepszego reżysera (film „Zimna wojna”),
– nagroda dla Jarosława Kamińskiego za najlepszy montaż (film „Zimna wojna”)
– nagroda dla Damiana Nenowa – kategoria Najlepszy Film Animowany (współtwórca „Jeszcze dzień życia”).